# パラダイスGoGo!!
『パラダイスGoGo!!』（パラダイスゴーゴー）は、1989年4月17日から1990年3月16日までフジテレビで放送されていたバラエティ番組。 通称：パラGo。

## 概要
前身は1988年10月8日から1989年3月25日まで土曜13:00 - 14:25に放送していた『田代まさしのオイシイじゃん』。
時間帯移動に伴う新番組化を機に、フジテレビが主催・運営していたタレント育成講座の乙女塾メンバーを前面に押し出す形でレギュラー出演させるようになった。歌ありコントありクイズコーナー等あるアイドル番組の側面と視聴者参加型番組の側面もある番組である。
永作博美が在籍したribbonや三浦理恵子が在籍したCoCoなどがこの番組からデビューを果たす。また、この番組の1コーナー『勝ち抜きフォーク合戦』に出場し、勝ち抜いたのをきっかけに真心ブラザーズがメジャーデビューを果たしている。
視聴者が参加する『わくわくパンクスカラオケ選手権』はまともに歌わないおふざけ要素の多いコーナーで、参加者の一人が客席に飛び込み暴れたためコーナーMCのヒロミがとっさに止めに入ったことがある。
スタッフは『オールナイトフジ』や前放送枠の『夕やけニャンニャン』の制作陣を中心に組まれ、まさに局をあげて新たな月-金の夕方を目指した番組であった。姉妹番組として『パラGo!サタデー（パラゴーサタデー）』（以下『サタデー』）も放送された（土曜14:00 - 14:30）。
開始当初は夕やけニャンニャンと同じく1時間番組であったものの、途中から30分番組へと縮小し、この時点で関東以外のネット局ではすべて放送が打ち切られて関東ローカルとなった。たった1年で放送は終了し、同年4月からは『サタデー』を継承した『週刊スタミナ天国』が開始し（土曜13:00 - 14:25）、結果的にもとの番組形態に戻ることになった。
また、放送のなかった関西でMBSラジオの『Radio THIS』に「乙女塾のパラダイスGoGo!!」というコーナーがあり、毎回メンバーの1人（CoCo・ribbon中心）が出演していた。

## 放送時間
- 月曜日〜金曜日　17:00〜18:00（1時間番組。1989年9月まで）
- 月曜日〜金曜日　17:00〜17:30（30分番組。1989年10月-1990年3月）

## 出演者
- 田代まさし（総合司会）
- 桑野信義（司会）
- 久本雅美（司会）
- B21スペシャル（ヒロミ:「わくわくパンクスカラオケ選手権」等司会）
- 乙女塾
  - ribbon
  - CoCo
- 森尾由美
- 関口フデ
- 重田千穂子
- Wink
- なぎらけんいち（「勝ち抜きフォーク合戦」司会）
- かまやつひろし（「勝ち抜きフォーク合戦」審査員）
- 山田パンダ（「勝ち抜きフォーク合戦」審査員）

## スタッフ
「夕ニャン」と異なり、スタッフロールは全てエンディングに集約して表記されていた。

### 制作
- プロデューサー：石田弘、笠井一二
- ディレクター（曜日別担当）
  - 月曜担当：石本幸一
  - 火曜担当：深瀬雄介、遠藤達也
  - 曜日不明：小西康弘、後藤正行、荒井昭博、菊地伸 他
- 制作デスク：関根弘之
- TK：舟岡由紀、土田芳美、宮尾圭子

### 構成
- 柴田俊生、成田はじめ、野中浩之、井辺清、吉野晃章、松山源一、海老克哉
- DNP（企画ブレーン）
- SOLD OUT（企画ブレーン）

### 技術
- 技術：大嶋隆、下田誠
- カメラ：福田紳一郎、馬場直幸
- 映像：佐藤光雄、西野健二
- 音声：萩原政男、宮本勝
- 照明：嶺岸一彦、菅原昇、阿部一夫
- ロケ技術：VIC
- 音響効果：川端智之、鈴木真、張替正美
- 編集：パッチワークビデオスタジオ

### 美術
- 美術制作：松尾嘉之
- デザイン：根本研二
- 美術進行：石森慎司
- 大道具：那須野清
- 装飾：宮下順一、鈴木春美
- 持道具：栗原美智代
- 衣裳：土田清
- メイク：田川達郎
- 視覚効果：浅田雅美
- 電飾：酒井直光
- アクリル装飾：佐々木真由美、平田良彦
- タイトル：川崎利治
- スタイリスト：隅田みどり

## 番組テーマ曲
- 「Do It」ザ・スリー・ディグリーズ